# Посадка с боковым ветром

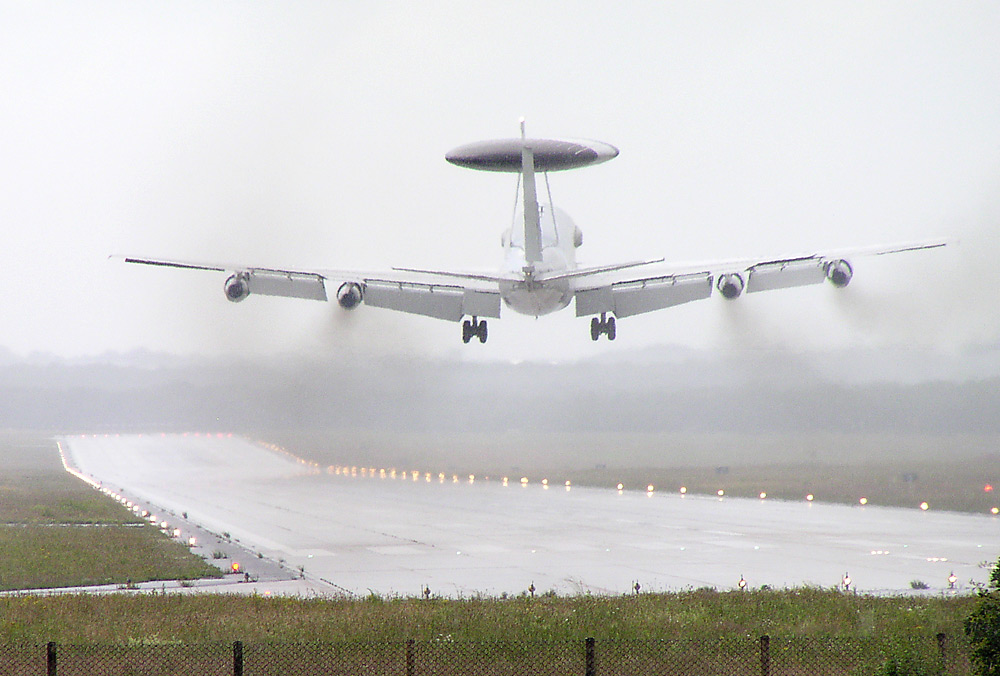
Посадка E-3A с боковым ветром

Посадка с боковым ветром (sidewind/crosswind landing) — техника пилотирования на посадке при ветре, обладающем достаточной силой, чтобы сместить летательный аппарат с осевой линии взлётно-посадочной полосы.
Для различных самолётов максимально допустимое значение составляющей бокового ветра различается: например, для Ан-24 — не более 12 м/с, для Ту-154 — 17 м/с, для Ту-134 — 20 м/с на сухой бетонной полосе.
Для предотвращения смещения самолёта с оси ВПП при посадке необходимо компенсировать снос. Существует две основных техники:
- Упреждение: поворот носа самолёта против ветра без крена;
- Скольжение: создание крена на ветер.

На больших самолётах используют, как правило, упреждение по курсу, чтобы свести к минимуму возможность контакта крыла с поверхностью полосы.
При посадке на сухую полосу упреждающий угол устраняется в момент касания силами, действующими на колёса, и самолёт «сам» поворачивает нос на курс ВПП. В случае, если полоса влажная или обледенелая, возникает опасность соскальзывания самолёта с оси ВПП, поэтому угол убирается до того, как самолёт коснётся полосы.